# Syllepte mildredalis
Syllepte mildredalis là một loài bướm đêm trong họ Crambidae.